# أندرو هوسمر
أندرو هوسمر هو سياسي أمريكي، ولد في 1964. نشط حزبياً في الحزب الديمقراطي. وقد انتخب عضو مجلس ولاية نيوهامبشير ‏.